# Stenodactylus doriae
Il geco delle sabbie dalla coda a frusta (Stenodactilus doriae Blanford, 1874) è un piccolo sauro della famiglia Gekkonidae (gechi).

## Descrizione
È un piccolo geco che raggiunge da adulto gli 8–10 cm; ha grandi occhi dalle palpebre fisse e pupilla a fessura verticale. La colorazione è beige, che nelle ore notturne diventa chiaro fino quasi a diventare trasparente. La sua livrea è inoltre caratterizzata da disegni irregolari marroni e da due linee, sempre marroni, che corrono lungo i fianchi.

## Biologia
Il geco delle sabbie dalla coda a frusta, come suggerisce il nome, è un geco deserticolo e di abitudini prevalentemente terrestri.

## Distribuzione
È una specie endemica del medio oriente, in particolare dell'Iraq.

## Sottospecie
Si tratta di una specie monotipica, non risultano classificate sottospecie.